# Ryszard Podlas
Ryszard Podlas   (Białobrzezie, 29 de juliol de 1954) és un atleta polonès, ja retirat, especialista en els 400 metres, que va competir durant les dècades de 1970 i 1980.
El 1976 va prendre part en els Jocs Olímpics d'Estiu de Montreal, on va guanyar la medalla de plata en la prova del 4×400 metres del programa d'atletisme. Formà equip amb Jan Werner, Zbigniew Jaremski i Jerzy Pietrzyk.
En el seu palmarès també destaquen una medalla de plata en els 4x400 metres al Campionat d'Europa d'atletisme de 1978 i una de plata en els 400 metres al Campionat d'Europa en pista coberta de 1978. El 1977 guanyà una medalla de plata i una de bronze a les Universíades. A nivell nacional es proclamà quatre vegades campió de Polònia: en els 400 metres (1977 a 1979) i el 4×400 metres (1977).

## Millors marques
- 400 metres. 45.36" (1977)[1][4]